# James Wilson (Politiker, 1766)
James Wilson (* 16. August 1766 in Peterborough, New Hampshire Colony; † 4. Januar 1839 in Keene, New Hampshire) war ein britisch-amerikanischer Politiker. Zwischen 1809 und 1811 vertrat er den Bundesstaat New Hampshire im US-Repräsentantenhaus.

## Werdegang
James Wilson besuchte die Phillips Academy in Andover (Massachusetts) und studierte danach bis 1789 an der Harvard University. Nach einem Jurastudium und seiner im Jahr 1792 erfolgten Zulassung als Rechtsanwalt begann er in Peterborough in seinem neuen Beruf zu praktizieren.
Politisch war Wilson Mitglied der Föderalistischen Partei. Zwischen 1803 und 1808 war er Abgeordneter im Repräsentantenhaus von New Hampshire. Bei den Kongresswahlen des Jahres 1808, die staatsweit abgehalten wurden, wurde er für das fünfte Abgeordnetenmandat von New Hampshire in das US-Repräsentantenhaus in Washington, D.C. gewählt. Dort trat er am 4. März 1809 die Nachfolge von Clement Storer von der Demokratisch-Republikanischen Partei an. Da er im Jahr 1810 auf eine weitere Kandidatur verzichtete, konnte Wilson bis zum 3. März 1811 nur eine Legislaturperiode im Kongress absolvieren.
Nach dem Ende seiner Zeit im Repräsentantenhaus arbeitete er wieder als Rechtsanwalt. Zwischen 1812 und 1814 war Wilson erneut Abgeordneter im Parlament seines Heimatstaates. Seit 1815 lebte er in der Stadt Keene, wo er ebenfalls als Anwalt tätig war. Er starb am 4. Januar 1839 in Keene und wurde dort auch beigesetzt. Sein Sohn James (1797–1881) saß zwischen 1847 und 1850 ebenfalls für New Hampshire im Kongress.